# Conopia
Conopia is een geslacht van vlinders van de familie wespvlinders (Sesiidae).

## Soorten
- C. acerrubri (Engelhardt, 1925)
- C. albicornis (Edwards, 1881)
- C. alenicola (Strand, 1912)
- C. angarides (Meyrick, 1921)
- C. anisozona (Meyrick, 1919)
- C. aurifera Hampson, 1919
- C. aurigera Bryk, 1947
- C. auriplena (Walker, 1864)
- C. auritincta Wileman, 1918
- C. auronitens (Le Cerf, 1913)
- C. bolteri (Edwards, 1883)
- C. clavicornis (Walker, 1864)
- C. concavifascia (Le Cerf, 1916)
- C. chalybea (Walker, 1862)
- C. chibensis Matsumura, 1931
- C. choosensis Matsumura, 1931
- C. dasyproctos Zukowsky, 1937
- C. donckieri (Le Cerf, 1912)
- C. flava (Moore, 1879)
- C. flavicaudata (Moore, 1887)
- C. gabuna (Beutenmüller, 1899)
- C. galloisi Matsumura, 1931
- C. guineabia (Strand, 1912)
- C. hector (Butler, 1878)
- C. howqua (Moore, 1877)
- C. ignicauda Hampson, 1919
- C. iris (Le Cerf, 1916)
- C. javana (Le Cerf, 1916)
- C. leucogaster Hampson, 1919
- C. longipes (Felder, 1861)
- C. maculiventris (Le Cerf, 1916)
- C. monozona (Hampson, 1910)

- C. mushana Matsumura, 1931
- C. nuba (Beutenmüller, 1899)
- C. olenda (Beutenmüller, 1899)
- C. opalizans Hampson, 1919
- C. paupera (Le Cerf, 1916)
- C. pensilis (Swinhoe, 1892)
- C. pentazona Meyrick, 1919
- C. peruviana (Rothschild, 1911)
- C. phasiaeformis (Felder, 1861)
- C. platyuriformis (Walker, 1856)
- C. proxima (Edwards, 1881)
- C. quercus (Matsumura, 1911)
- C. rhodothictis (Meyrick, 1919)
- C. richardsi Engelhardt, 1946
- C. rubripes (Pagenstecher, 1900)
- C. scarabitis (Meyrick, 1921)
- C. setodiformis (Mabille, 1891)
- C. simois (Druce, 1899)
- C. subtillima Bryk, 1947
- C. tenuis (Butler, 1878)
- C. tenuiventris (Le Cerf, 1916)
- C. theobroma Bradley, 1957
- C. tricincta (Moore, 1879)
- C. unicincta (Hampson, 1892)
- C. unocingulata (Bartel, 1912)
- C. velox (Fixsen, 1887)
- C. versicolor (Le Cerf, 1915)
- C. volaria (Meyrick, 1921)
- C. xanthomelanina Zukowsky, 1937
- C. xanthonympha (Meyrick, 1921)
- C. xanthosticta (Hampson, 1893)